# (19765) 2000 NM11
(19765) 2000 NM11 est un astéroïde de la ceinture principale d'astéroïdes découvert en 2000.

## Description
(19765) 2000 NM11 a été découvert le 10 juillet 2000 à Valinhos (Brésil) par l'observatoire de Valinhos.

### Caractéristiques orbitales
L'orbite de cet astéroïde est caractérisée par un demi-grand axe de 2,39 UA, un périhélie de 2,01 UA, une excentricité de 0,16 et une inclinaison de 3,17° par rapport à l'écliptique. Du fait de ces caractéristiques, à savoir un demi-grand axe compris entre 2 et 3,2 UA et un périhélie supérieur à 1,666 UA, il est classé, selon la JPL Small-Body Database, comme objet de la ceinture principale d'astéroïdes.

### Caractéristiques physiques
(19765) 2000 NM11 a une magnitude absolue (H) de 14,9 et un albédo estimé à 0,342.